# Canapé Quiz
Canapé Quiz est une émission de télévision française, diffusée du 24 février 2014 au 14 mars 2014 sur TMC.
Créée par Arthur, elle était présentée par Arnaud Tsamere du lundi au vendredi à 19 h 45 du 24 février 2014 au 14 mars 2014 . Le 17 mars 2014, TMC déprogramme l'émission à la suite d'audiences très faibles (0,5 % de part de marché en moyenne soit en moyenne 100 000 téléspectateurs), la déplaçant à compter du 26 mars 2014 en seconde partie de soirée chaque mercredi, avec deux numéros inédits à la suite.

## Description

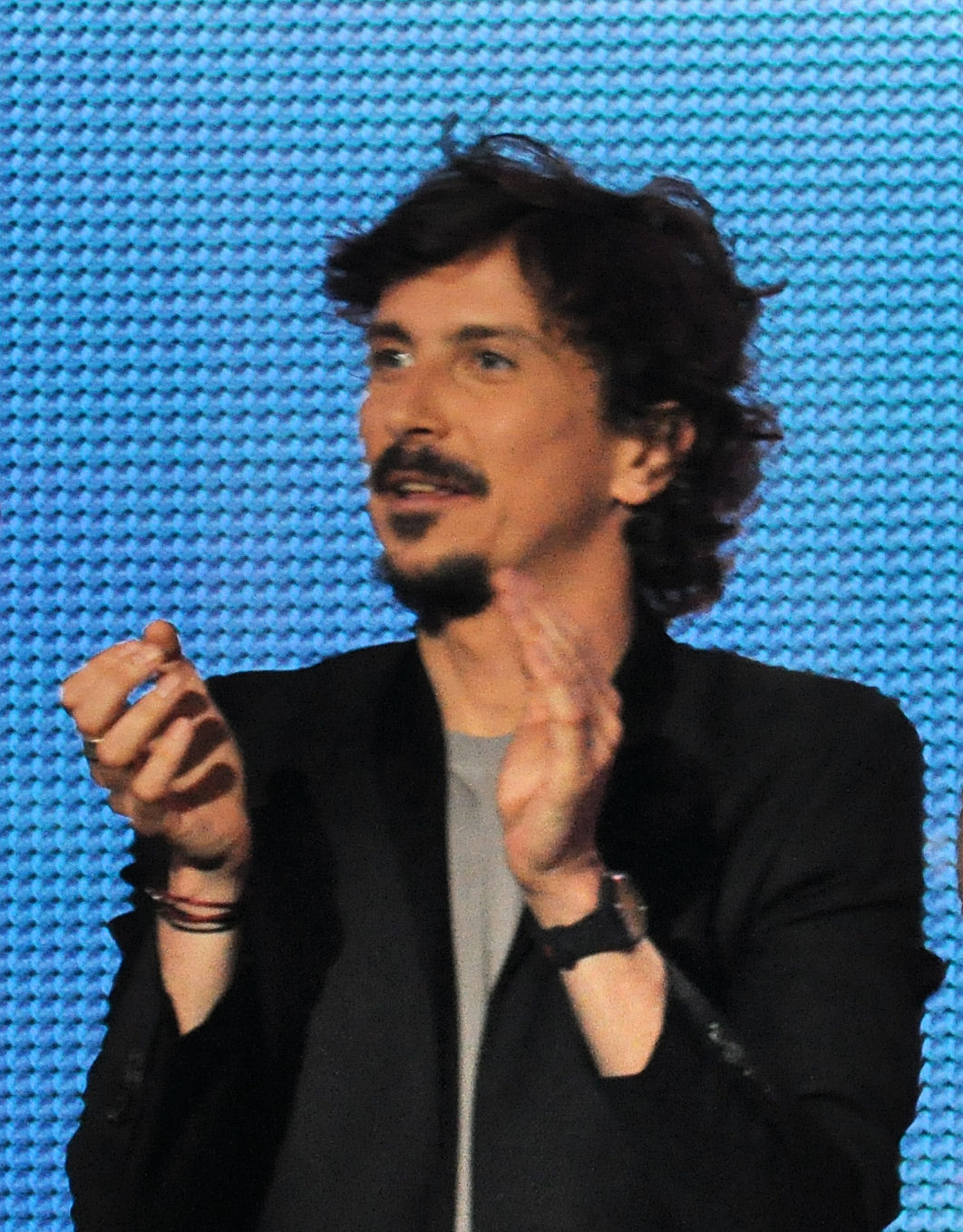
Arnaud Tsamere en 2013

Le jeu consiste à faire s'affronter deux équipes, composées chacune de trois personnalités et d'un candidat anonyme au cours de 5 manches.
Canapé Quiz est une adaptation du format américain Hollywood Game Night présenté par Jane Lynch et une déclinaison de Vendredi tout est permis présenté par Arthur.

## Règles du jeu
Le but du jeu est de gagner un maximum de points en 5 manches sur des jeux de rapidité, de logique ou de culture générale. Le candidat de l'équipe qui a marqué le plus de points ira en finale pour tenter de gagner un ordinateur portable.

## Épreuves
Télé Zoo : les personnages d'un film sont remplacés par des animaux. 1 point par bonne réponse.
Celebrity Fusion : deux célébrités sont fusionnées en une seule. Une personne de l'équipe doit trouver qui sont les deux célébrités. 1 point par bonne réponse.
Le Mot en kit : le candidat doit trouver le mot que les célébrités de son équipe voient sur l'écran en ne disant qu'un seul mot à la fois. 1 point par bonne réponse le tout en 90 secondes.
Chrono Photo : Une personne de l'équipe doit replacer dans l'ordre en 90 secondes, plusieurs photos de la popularité la moins forte à la plus forte (ex : ordre de préférence des plats), l'âge du plus jeune au plus ancien (ex : photos de célébrités), etc. Le participant peut buzzer pour savoir combien il y a de bonnes réponses mais il ne sait pas où elles sont. Le participant peut buzzer tant qu'il veut, s'il a fait au moins un changement entre deux buzz. Il peut gagner jusqu'à 6 points maximum (voire un bonus de 5 points si l'équipe ne réussit pas à battre le temps établi par l'autre équipe. Dans ce cas, c'est l'équipe la plus rapide qui remporte le bonus.)
Lève-toi et buzze : Arnaud Tsamere pose une question, suivi d'une liste de réponses, soit vraies soit fausses. Dès que les participants entendent une bonne réponse à la question, ils doivent se lever, buzzer et donner leur réponse. S'ils ont juste, l'équipe gagne 2 points, et ils doivent éliminer une personne de l'équipe adverse. L'équipe gagnante est l'équipe ayant éliminé toutes les personnes de l'équipe adverse. 
TV cryptée :  Une des personnes de l'équipe doit faire deviner un programme de télévision avec le moins de mots possible. 2 points par bonne réponse en revanche en cas de mauvaise réponse, les 2 points vont dans l'autre équipe.
Tais-toi et bouge : Une des personnes de l'équipe doit mimer sur un thème donné (animaux de la ferme, expressions, etc.). L'équipe gagne 5 points par mime deviné le tout en 90 secondes
Dou-dou-dou : Une des personnes de l'équipe doit chanter seulement en faisant « Dou-dou-dou » à son équipe. L'équipe gagne 5 points par chanson trouvée le tout en 90 secondes
Passe le feutre : Arnaud Tsamere montre un mot, une des personnes de l'équipe doit dessiner ce mot mais avec le handicap de dessiner le mot avec les yeux bandés. L'équipe gagne 5 points par mot deviné le tout en 90 secondes.
Picasso Junior : Une personnalité a été dessinée par un enfant. Une personne de l'équipe doit trouver qui est cette personne. 2 points par bonne réponse.
La Finale : Le candidat ayant eu le plus de points accédera à la finale et devra choisir l'une des six célébrités présentes (pas forcément de son équipe). La célébrité devra faire deviner des célébrités au candidat par tous les moyens possibles. Ils doivent obtenir 10 bonnes réponses en 90 secondes pour gagner.

## Participants
Invités de Canapé Quiz classés par nombre de participations après 31 émissions (26 avril 2014) / 51 invités au total

## Audiences
| Lundi 24 février 2014 | 168 000 spectateurs | 0.7 % |